# Lufa
Lufa (lat. Luffa), rod tropskog suptropskog bilja iz Afrike, Amerike, Indijskog potkontinenta i Australije. Pripada mu sedam vrsta korisnog i uresnog, jednogodišnjeg raslinja, penjačica iz porodice Cucurbitaceae. Neke vrste se uzgajaju i uvezene su po drugim državama a njihovi plodovi se jedu kao povrće.

## Vrste
1. Luffa acutangula
2. Luffa aegyptiaca
3. Luffa echinata
4. Luffa graveolens
5. Luffa operculata
6. Luffa saccata
7. Luffa sepium